# Majayjay
Majayjay es un municipio filipino de cuarta clase, perteneciente a la provincia de La Laguna, en la región de Calabarzon.

## Toponimia
El lugar puede aparecer referido como «Majayjay», «Mahayhay» y «Majaijai».

## Historia
Hacia mediados del siglo XIX, el lugar, que incluía por entonces en su término al de Luisiana, tenía contabilizada una población de 10 518 habitantes, repartidos en 1753 casas. Aparece descrito en el segundo volumen del Diccionario geográfico, estadístico, histórico de las Islas Filipinas (1851) de Manuel Buzeta Núñez y Felipe Bravo con las siguientes palabras:

MAJAYJAY: pueblo con cura y gobernadorcillo, en la isla de Luzon, prov. de la Laguna, arz. de Manila; sit. en los 125° 8' 30" long., 14° 10' lat., al N. del monte á que da nombre, á la orilla del rio Ollon, en terreno llano, y clima templado y saludable, hallándose bien resguardado de los vientos del S. por el referido monte, y de los N. E. por la cordillera que baja de la prov. de Nueva-Ecija y entra en la de la Laguna. Tiene unas 1,753 casas con las de su visita Luisiana; hay una escuela de primeras letras cuyo maestro se paga de los fondos de comunidad. La igl. parr. es de buena fábrica, y se halla servida por un cura regular; la casa parroquial y la de comunidad son las mejores del pueblo. Tiene caminos regulares que conducen á los pueblos de Lillo, Magdalena y Lugbang, y recibe de la cab. de la prov. el correo semanal que hay establecido en la isla. Confina el term. por S. O. con los de Lillo y Nacarlang; por N. con el de Magdalena 1 leg. al N. O., y con el de la cab. de la prov. (Pagsanjan), 2 leg. al N.; por E. con el de Lugbang, á 2 leg., y por el S. se encuentra el mencionado monte Majayjay. El terreno es montuoso y lo riegan muchos rios que bajan del espresado monte. Sus prod. son arroz, maiz, caña dulce, abacá, algodon, ajonjoli, legumbres y varias clases de frutas. ind.: es pueblo agrícola; sin embargo tambien se fabrican algunas telas de algodon y abacá. pobl. 10,518 alm. con las de Luisiana, y en 1845 pagaba 2,950 trib., que corresponden á 29,500 rs. plata, equivalentes á 73,750 rs. vn. Este pueblo era ya de numeroso vecindario cuando llegaron á Luzon los españoles y se redujo al dominio de la corona, como se verá en el siguiente artículo.
(Buzeta y Bravo, 1851, p. 198)

En 2020, tenía censados 27 893 habitantes.